# John G. Breslin

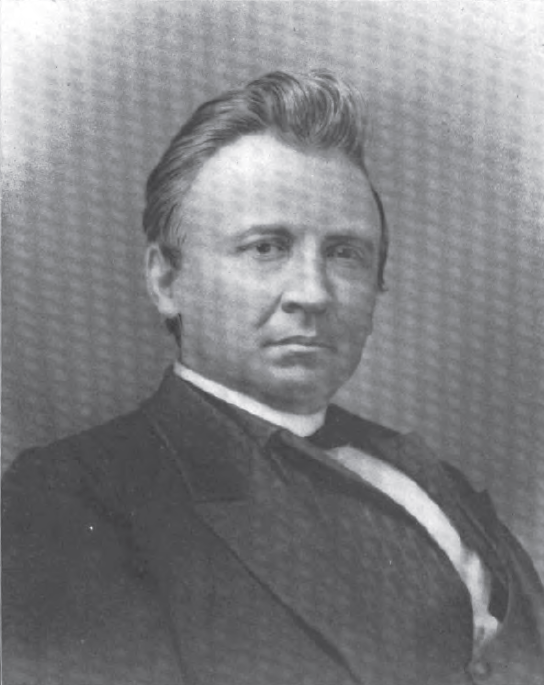
John G. Breslin

John G. Breslin (* um 1824 in Lebanon, Pennsylvania; † 22. Februar 1889 in Huntington, West Virginia) war ein US-amerikanischer Politiker (Demokratische Partei). Er saß in der Ohio General Assembly und war von 1852 bis 1856 Treasurer of State von Ohio.

## Werdegang
John G. Breslin wurde um 1824 im Lebanon County geboren. Seine Eltern starben, als er etwa drei Jahre alt war. Er wurde dann von einer Familie namens McKissen adoptiert. Sie zogen in seiner Kindheit nach Dayton (Ohio), wo er im Alter von 12 Jahren entschied, seinen eigenen Weg zu gehen. Er zog nach Columbus (Ohio), wo er eine Lehre bei Samuel Medary begann, dem Redakteur des Columbus Stateman, einer demokratischen Zeitung. In den folgenden sechs Jahren studierte er neben seiner Arbeit. 1842 erhielt Colonel Medary einen Brief von den Demokraten in Tiffin (Ohio), ob er nicht einen jungen Mann empfehlen könnte, um eine demokratische Zeitung in ihrer Stadt herauszugeben. Medary empfahl Breslin. Breslin war der erste Herausgeber des Seneca Advertiser. Er gab diesen ab dem 6. Mai 1842 bis 1854 heraus. Die Wirtschaftskrise von 1837 und der Mexikanisch-Amerikanische Krieg überschatteten diese Jahre.
1848 wurde Breslin in das Repräsentantenhaus von Ohio gewählt und 1849 wiedergewählt. Im Alter von 24 Jahren, 1848, wurde er Speaker of the House. 1851 wurde eine neue Verfassung in Ohio angenommen. In diesem Zusammenhang wurde das Amt des Treasurer of State wählbar. Breslin kandidierte daraufhin gegen den Amtsinhaber Albert A. Bliss, welcher der Whig Party angehörte, und gewann die Wahl. Während seiner Zeit als Treasurer in Columbus traf er Anna C. Borland aus Lancaster (Ohio), welche er dann heiratete. Er wurde 1853 wiedergewählt, unterlag aber 1855 bei seiner Kandidatur für eine dritte Amtszeit dem Republikaner William Harvey Gibson. Gibson stammte aus Tiffin und war ein Schwager von Breslin. Breslin bekleidete seinen Posten als Treasurer bis zum zweiten Montag im Januar 1856. Danach zog er wieder zurück nach Tiffin.
Im Juni 1857 war Gibson gezwungen zurückzutreten, als bekannt wurde, dass Breslin mehrere hunderttausend US-Dollar veruntreute und Gibson dies nicht sofort nach der Entdeckung meldete. Breslin versicherte Gibson, dass er das Geld wieder auftreiben würde. Um Unannehmlichkeiten zu vermeiden, floh dann Breslin nach dem Bekanntwerden der Veruntreuung nach Kanada.
Nachdem er anderthalb Jahre in Lancaster (Ohio) gelebt hatte, zogen er und seine Ehefrau 1871 nach Huntington (West Virginia), wo er als General Ticket Agent für die Chesapeake and Ohio Railway tätig war. Er bekleidete den Posten bis zu seinem Tod 1889. Nach seinem Tod wurde er auf dem Greenlawn Cemetery in Tiffin beigesetzt. Seine Witwe zog nach Lancaster zurück.